# Alles-Rot
Alles-Rot ist ein Signalsteuerungstyp an Lichtzeichenanlagen, dabei werden zwei Varianten unterschieden.

## Variante I
Alle zuführenden Straßen und die Fußgänger haben zunächst immer Rotsignal. Bei Anforderung einer Richtung (Fußgänger per Druckknopf, Kraftfahrzeuge per Induktionsschleife) kann das Signalprogramm ohne Zwischenzeit eine Freigabe für die angeforderte Verkehrsrichtung schalten. Die Wartezeit nach der Anforderung reduziert sich deutlich. Diese Variante kommt bei Signalanlagen mit wenig Kraftverkehr und demgegenüber viel Fußgängerverkehr zur Anwendung.
Die kurze Schaltzeit nach der Anforderung ist hier der Hauptvorteil, dem stehen jedoch eine Reihe von Nachteilen gegenüber:
- Alle Verkehrsteilnehmer müssen zunächst warten.
- Die Errichtung von Anforderungssystemen in allen Zuflüssen ist erforderlich.
- Bei häufigen Anforderungen entstehen doch längere Wartezeiten und die Anlage wird verkehrsabhängig gesteuert.
- Es besteht die Gefahr, dass die Rotsignale häufig von Verkehrsteilnehmern missachtet werden.

## Variante II

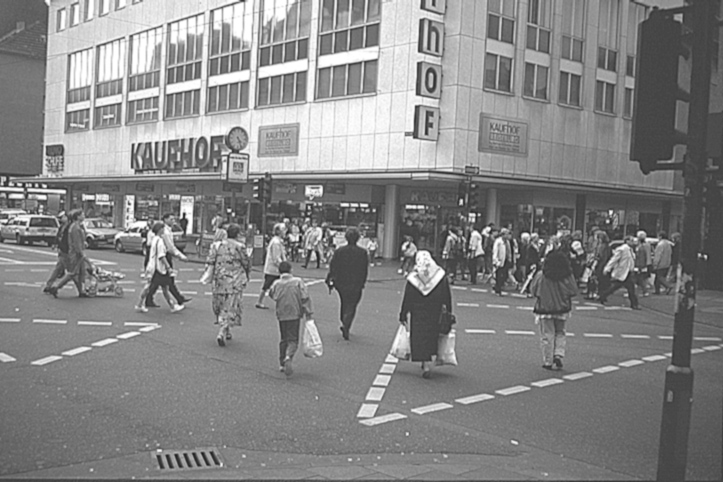
Diagonalqueren in Köln

Bei Anforderung von Fußgängern wird den Fahrzeugen aller Richtungen Rot gezeigt. Zwar werden so Konflikte zwischen Fußgängern und gleichzeitig freigegebenen Abbiegern, also Unfälle, verhindert, jedoch ergeben sich dadurch auch zusätzliche Schaltphasen und deshalb ein langer Umlauf mit wenig Leistungsfähigkeit. Diese Variante wird auch als Rundum-Grün für Fußgänger bezeichnet. Eine gebräuchliche Variante davon ist das Diagonalqueren. Hier können Fußgänger die Kreuzung auch diagonal queren. 
Nachteil ist, dass auch längere Räumzeiten für Fußgänger (Zeit in der alle Fußgänger die Kreuzung verlassen haben) vorzusehen sind. Diese Variante eignet sich dann, wenn starker diagonaler Querungsverkehr vorliegt und damit in der Regel längere Wartezeiten für Fußgänger vermieden werden.